# Гнатюк Дмитро Михайлович
Дмитро́ Миха́йлович Гнатю́к (28 березня 1925, с. Мамаївці, Румунське королівство — 29 квітня 2016, Київ, Україна) — видатний український оперний співак (баритон), режисер, педагог. Заслужений артист УРСР (1958). Народний артист СРСР (1960). Народний артист України (1999). Депутат Верховної Ради СРСР 8—10-го скликань (у 1972—1984 роках). Почесний громадянин Києва (1997), Чернівців (2002) та Чернігівської області (2015).
Герой Соціалістичної Праці (1985). Герой України (2005). Кавалер ордена князя Ярослава Мудрого III, IV, V ступеня, лауреат Національної премії імені Тараса Шевченка.
Перший виконавець хітів 1960-х — пісень «Два кольори», «Пісня про рушник» та «Києве мій». Вільно володів румунською мовою.

## Життєпис

### Ранні роки
Народився в селі Мамаївці (нині Кіцманського району Чернівецької області), що тоді входило до складу Румунського королівства в селянській родині. Батько — Михайло Дмитрович (1898—1987), мати — Марія Іванівна (1898—1962). Батьки жили небагато, але мали авторитет у місцевих жителів. У родині було шестеро дітей, і нерідко Михайло Гнатюк, вирушаючи у справах до Чернівців, залишав Дмитра за старшого. Батько під час Першої світової залишився без ноги, тож Дмитро змалку був залучений до праці у сільському господарстві. В умовах румунської окупації закінчив румунську школу. Юнак брав участь у церковному хорі, отець Мирослав відразу відчув талант молодого Дмитра та навчив його музичної грамоти. Згодом, Дмитро організував у школі гурток художньої самодіяльности, і навіть сам поставив спектакль «Сватання на Гончарівці». «Прем'єра» відбулася у звичайнісінькій клуні, бо в селі не було клубу. Звідти винесли сіно, зробили поміст, декораціями були принесені з хат килимки. Та попри все, вистава мала величезний успіх. Згодом на районній олімпіаді художньої самодіяльности ця постановка отримала високу оцінку. Її навіть збиралися відправити до Києва, але грянула Друга світова.
З початком радянської окупації (1940), приєднання регіону до УРСР та пізнішого вторгнення німців, втратив старшого брата Івана, який навчався у Румунії, а з поверненням на батьківщину був звинувачений у шпіонажі і страчений. Під час Другої світової війни й повторної румунської окупації Дмитро Гнатюк жив у евакуації в місті Нижня Салда Свердловської області, де отримав додаткову середню освіту та змушений був з 1944 року працювати металургом.

### Повоєнні роки
Після війни повернувся у Чернівці. З 1945 року — артист, соліст Чернівецького обласного музично-драматичного театру імені Ольги Кобилянської. Режисер театру Василь Василько запропонував Гнатюку зіграти Миколу в спектаклі «Наталка-Полтавка». Молодий артист працював по 14 годин — так йому хотілося вдосконалити свою роль. Невдовзі режисер зателефонував своєму другові, оперному співаку та педагогу Івану Паторжинському і сказав, що направляє до нього молодого співака, який бажає вчитися. Улітку Дмитро зміг приїхати до Києва, проте ніяк не міг знайти консерваторію. Питавши у перехожих ті помилково направили його до театрального інституту. Там він успішно склав іспити на режисерський факультет, а потім ректор Семен Ткаченко запитав у Гнатюка, чи може той що-небудь заспівати. Дмитро заспівав «Дивлюсь я на небо», а ректор здивувався і сказав, що йому треба було в консерваторію йти. Зрештою, розібравшись у чому річ, Семен Михайлович сам відвів Гнатюка до Паторжинського. Після отримання диплома Дмитра Михайловича прийняли до Київського оперного театру, якому він залишився вірним на все життя. Пізніше стає солістом Київського театру опери і балету (1951–1988), директором (1979–1980), режисером (1980–1988). Водночас 1983–1993 — завідувач катедри оперної підготовки Київської консерваторії. До 90-річчя видатного співака Василь Фольварочний присвятив Дмитру Гнатюку роман-хроніку "На висотах орлиного лету".

### Музична кар'єра
Закінчив Київське музичне училище, у 1951 — Київську державну консерваторію (клас І. С. Паторжинського). Під час навчання мав зустріч із диктатором СРСР Йосипом Сталіним, який також оцінив його талант. «Ви собі не уявляєте, що я тоді, ще студент консерваторії, пережив! Коли я вийшов до публіки, моя нервова система просто відмовила. Я пам'ятаю, що співав „Дивлюсь я на небо“, чудову нашу пісню».

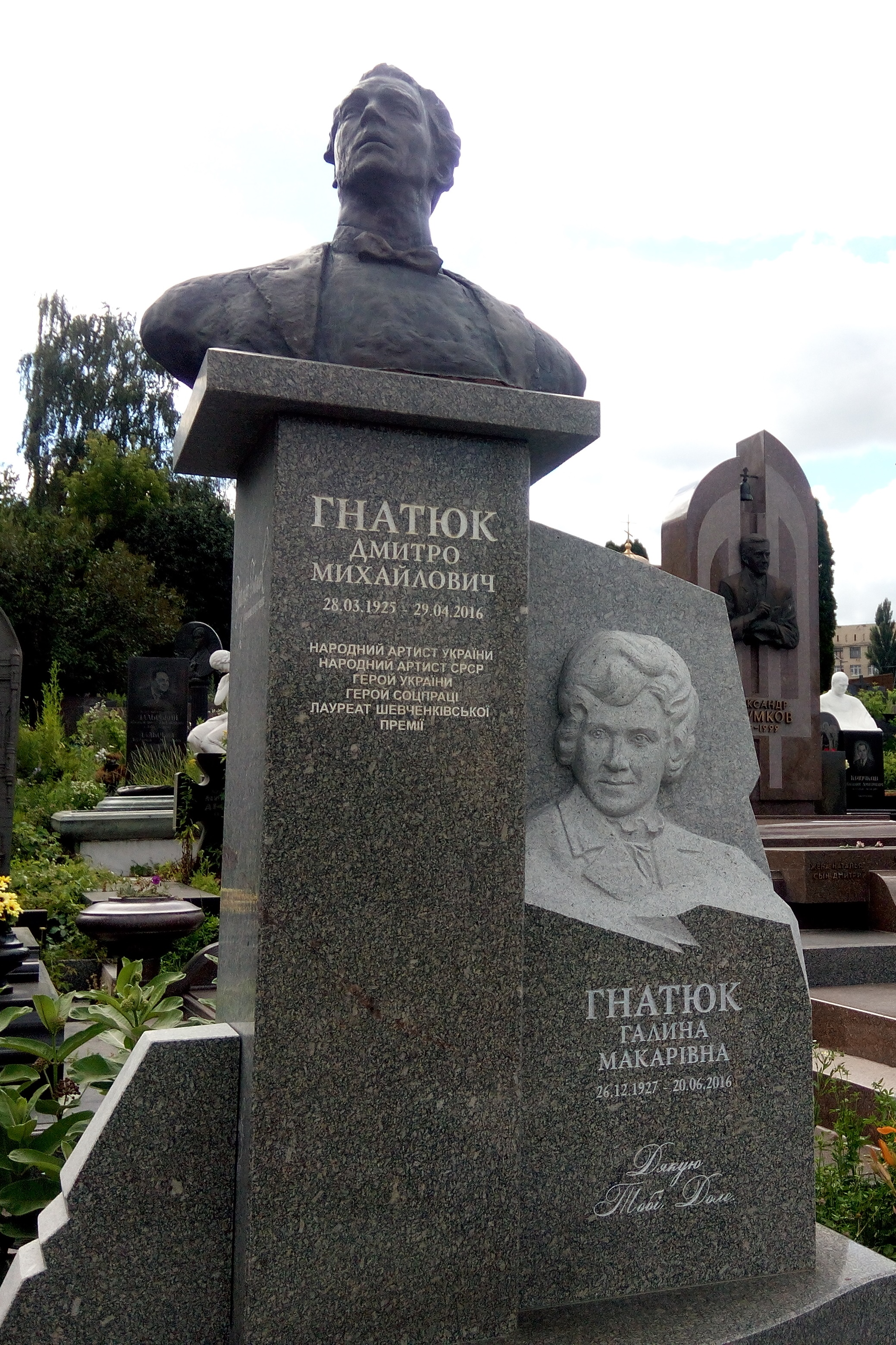
Бюст Дмитра Гнатюка i дружини Галини на Байковому цвинтарi

З 1951 року — соліст Київського театру опери і балету ім. Т. Шевченка. У 1979—1980 роках — директор, в 1980—1988 — режисер, в 1988 -2011 — художній керівник і головний режисер (понад 20 постановок), з 2011 — режисер театру. Ставив спектаклі в оперній студії Київської консерваторії і Донецькому театрі опери та балету ім. А. Солов'яненка.
Талановито виконані партії Євгенія Онєгіна, Фіґаро, Ріґолетто, Остап, Микола («Тарас Бульба», «Наталка-Полтавка» Лисенка), Петруччіо, Мазепи, Ріголетто й багатьох інших персонажів забезпечили йому всесоюзну популярність, а також гастролі в США, Австрії, Італії, Новій Зеландії та КНР. У нью-йоркському Карнеґі-Холі публіка не замовкала й вимагала співака «на біс» так відчайдушно, що ці овації переросли у третій акт концерту. Потім шанувальники намагалися вдертися в гримерку й зламали двері. Такий же ажіотаж був усюди, куди Гнатюк приїжджав із концертами.
У 1960 записав пісню «Два кольори», грамплатівки з якою скуповувалися величезними тиражами, пісня звучала в телепередачах і на радіостанціях. Незабаром співак закріпив успіх, виконавши «Пісню про рушник». У тому ж році Дмитро Гнатюк отримав звання Народного артиста СРСР. В 1975 здобув другу освіту, закінчивши Київський інститут театрального мистецтва за спеціальністю режисер. Окрім співочої кар'єри, Дмитро Гнатюк увійшов в історію як режисер-новатор. Закінчивши режисерський факультет, взявся за втілення своїх найсміливіших задумів. Його дебютом в новому амплуа стала опера Олександра Бородіна «Князь Ігор». Дмитро Михайлович виключив будь-яку можливість порівняння його постановки з іншими, він свідомо порушив класичні оперні канони та замість черговості увертюра-пролог-опера представив пролог-увертюру-оперу, посиливши динаміку вистави й скоротивши її час на півтори години. Не всі спочатку зрозуміли суть такої новаторської режисури, навіть дорікали Гнатюку, але час довів його правоту.
З 1985 року — також режисер Київського дитячого музичного театру (з 2005 року — Київський муніципальний академічний театр опери і балету для дітей та юнацтва)
У 1983—1990 роках — завідувач кафедрою оперної підготовки Київської консерваторії ім. П. І. Чайковського (з 1985 — доцент, з 1987 — професор). Гнатюк все життя збирав український живопис. У своїй домівці колекціонував твори кінця XIX — початку XX століть, часто рятуючи їх від знищення, повертаючи з-за кордону або й реставруючи. Прожив 65 років зі своєю дружиною Галиною Макарівною Гнатюк, яка багато років присвятила розвитку української граматики та лексикології, а також вивченню історії мови. Ось як Дмитро Гнатюк описував свою дружину:
| «Мені пощастило, що дружина не була закохана у діаманти. Не змушувала мене купувати цього, тож я все вкладав у картини. Моє хобі давало натхнення і бажання жити, працювати й робити добро» |
За час своєї кар'єри Дмитро Гнатюк дав незліченну кількість концертів, поставив понад два десятки вистав, записав 6 компакт-дисків і понад 15 платівок. Викладав у столичній консерваторії (Національній музичній академії імені Петра Чайковського), був головним режисером оперного театру.
Помер 29 квітня 2016 року в Києві на 92-му році життя. Похований на Байковому кладовищі. У 2016 році архів співака знайшли на смітнику біля будинку, в якому він раніше жив. 8 коробок вагою 50 кг містили листи, документи, афіші й світлини.

## Характеристика творчості
Виступав як концертний співак, гастролював за кордоном (Угорщина, США, Канада, Російська Федерація, Португалія, Німеччина). Записав понад 15 платівок, 6 компакт-дисків. Всього у концертному репертуарі понад 85 творів національної та світової класики — від буковинця Сидора Воробкевича до австрійця Йозефа Гайдна.
Широкий жанрово-стильовий діапазон. Сильний голос, рівний у всіх регістрах, гнучкий у відтінках. Бездоганна техніка вокалу, дикції, акторської гри. 
Як режисер Національної опери України ім. Т. Шевченка поставив понад 20-ти вистав, зокрема «Князь Ігор» О. Бородіна (1975), «Запорожець за Дунаєм» С. Гулака-Артемовського (1978), «Тоска» Дж. Пучіні (1980), «Севільський цирюльник» Дж. Росіні (1981), «Наталка Полтавка» М. В. Лисенка
(1989), «Золотий обруч» Б. Лятошинського (1989), «Мазепа» П. Чайковського (1991), «Тарас
Бульба» М. В. Лисенка (1992), «Травіата» Дж. Верді (1994), «Піковая дама» П. І. Чайковського (1996), «Аїда» Дж. Верді (1998), «Війна і мир» С. С. Прокоф‘єва (2003) «Війна і мир» С. Прокоф'єва (2003).
Працюючи в оперній студії при НМАУ Д. Гнатюк завжди пропагував та ініціював постановку спектаклів українською мовою Зокрема, Д. Гнатюк поновив опери українських авторів — «Запорожець за Дунаєм» С. Гулака-Артемовського, «Наталку Полтавку» М. Лисенка, поставив «Севільський цирульник» Дж. Россіні, «Фауст» Ш. Гуно, «Травіату» Дж. Верді.

## Громадська і політична діяльність
- Член КПРС з 1960 по 1990 рік
- Депутат Верховної Ради СРСР 8-10 скликань (тисяча дев'ятсот сімдесят дві — 1984)
- Народний депутат України 3-го скликання, заступник голови Комітету ВР з питань культури та духовності.(з 07.1998)
- Член Всеукраїнського об'єднання «Громада» (1997-05.1999)
- Голова Музичного товариства України (1985—1990) (з 1995 — Всеукраїнська музична спілка)
- Член президії Всесоюзного музичного товариства (1986—1991)
- Голова Київського міжобласного відділення Українського театрального товариства (1979—1985) (нині Національна спілка театральних діячів України)
- Член Комітету з Національної премії України ім. Т. Шевченка (1976—1996)
- Член Радянського комітету захисту миру (1978—1992)
- Голова українського відділення Товариства «СРСР-Канада» (1977—1987)
- Член правління Всеукраїнського фонду відтворення видатних пам'яток історико-архітектурної спадщини ім. О. Гончара
- Член правління Фонду сприяння розвитку мистецтв
- Член правління Комітету «Україна-Європа».

2004 року брав участь у Помаранчевій революції, зокрема виступав з народними піснями перед учасниками цілодобових мітингів на сцені Майдану Незалежності. У 2014 засуджував злочини режиму Януковича і за власним висловом, «з перших днів молився за Євромайдан»

## Нагороди та звання

Зірка Дмитра Гнатюка на Алеї Зірок в Києві

- Звання Герой України з врученням ордена Держави (28 березня 2005) — за визначні особисті заслуги перед Українською державою у розвитку музичної культури, збагачення національної скарбниці оперного та народного пісенного мистецтва, багаторічну плідну творчу і громадсько-політичну діяльність[16]
- Орден князя Ярослава Мудрого III ст. (27 березня 2015) — за вагомий особистий внесок у розвиток національної культури і театрального мистецтва, значні творчі здобутки, високу професійну майстерність та з нагоди Міжнародного дня театру[17]
- Орден князя Ярослава Мудрого IV ст. (16 січня 2009) — за вагомий особистий внесок у справу консолідації українського суспільства, розбудову демократичної, соціальної і правової держави та з нагоди Дня Соборності України[18]
- Орден князя Ярослава Мудрого V ст. (28 березня 2000) — за видатні заслуги перед українською державою у розвитку культури і мистецтва, багаторічну плідну творчу і громадську діяльність[19]
- Почесна відзнака Президента України (27 березня 1995) — за видатні заслуги у розвитку українського музичного мистецтва, збагачення національної культурної спадщини[20]
- Народний артист України (30 грудня 1999) — за вагомий особистий внесок у розвиток української культури, багаторічну плідну творчу і громадську діяльність[21]
- Золота зірка Героя Соціалістичної Праці (1985), два ордени Леніна (1967,1985), орден Дружби народів (1975), орден Трудового Червоного Прапора (1985) й медалі.
- Народний артист СРСР (1960)
- Заслужений артист Української РСР (1958)
- Премія Ленінського комсомолу (СРСР, 1967), Державна премія (УРСР,1973) ім. Т. Г. Шевченка, Державна премія (СРСР,1977) [Архівовано 22 липня 2015 у Wayback Machine.].
- Премія ім. З. Паліашвілі (Грузинської СРСР, 1972).
- Почесний громадянин Києва (1997), Чернівців (2002), Чернівецької області (2015).

## Вшанування пам'яті
У місті Чернівці є вулиця Дмитра Гнатюка.

## Сім'я
- Батько — Михайло Дмитрович (1898—1987) — колгоспник.
- Мати — Марія Іванівна (1898—1962) — колгоспниця.
- Старший брат — Іван. До 1940 року навчався у Вищій морській школі в Констанці (Румунія)[22].
- Дружина — Галина Макарівна Гнатюк (1927—2016) — мовознавець, лексикограф, історик української мови, доктор філологічних наук (1984), працювала в Інституті мовознавства імені О. А. Потебні НАН України[23].
- Син — Андрій — філолог, викладає французьку мову в університеті

## Фотогалерея

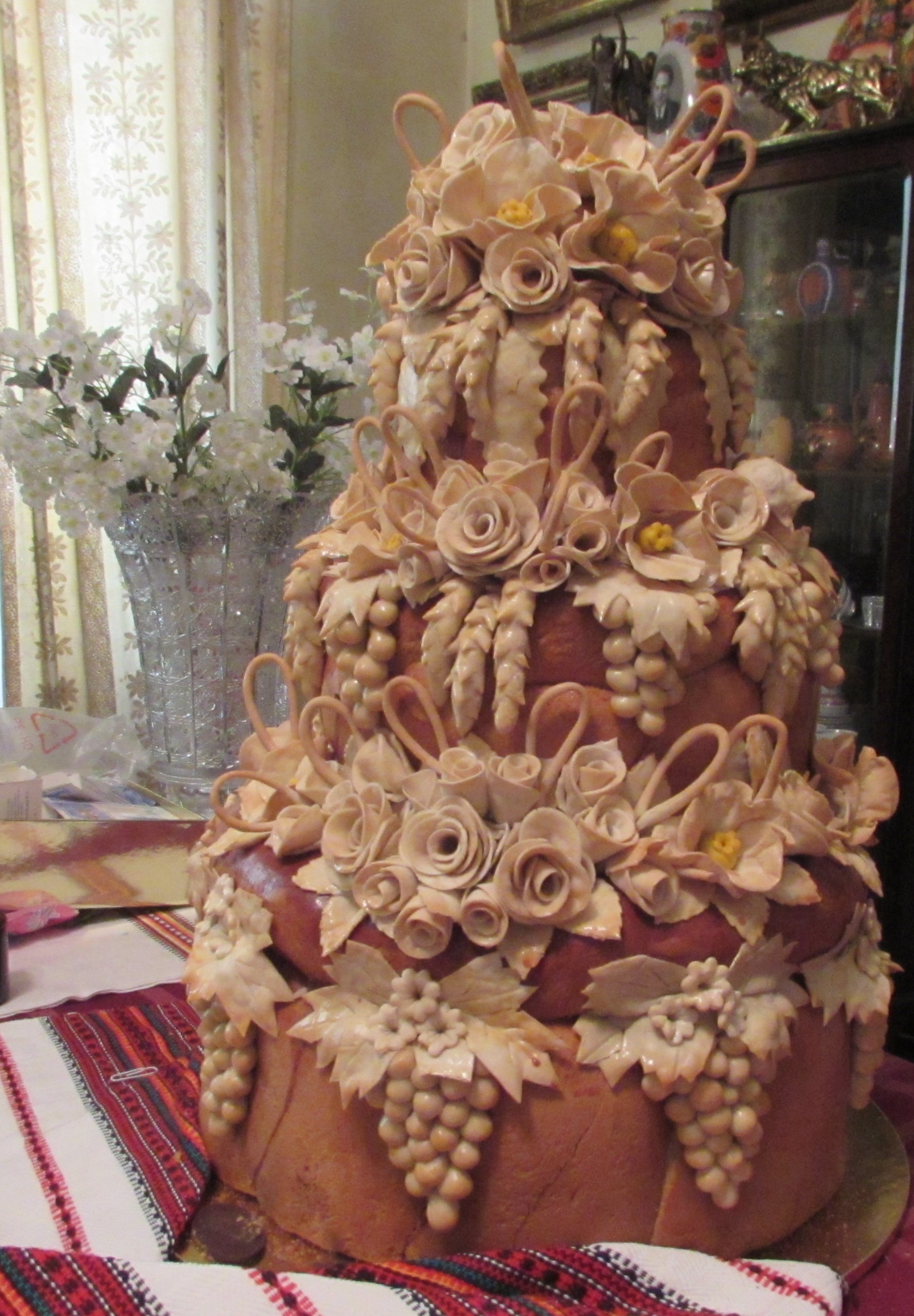
Коровай, подарований буковинською громадою Дмитрові Гнатюку до його 90-річчя
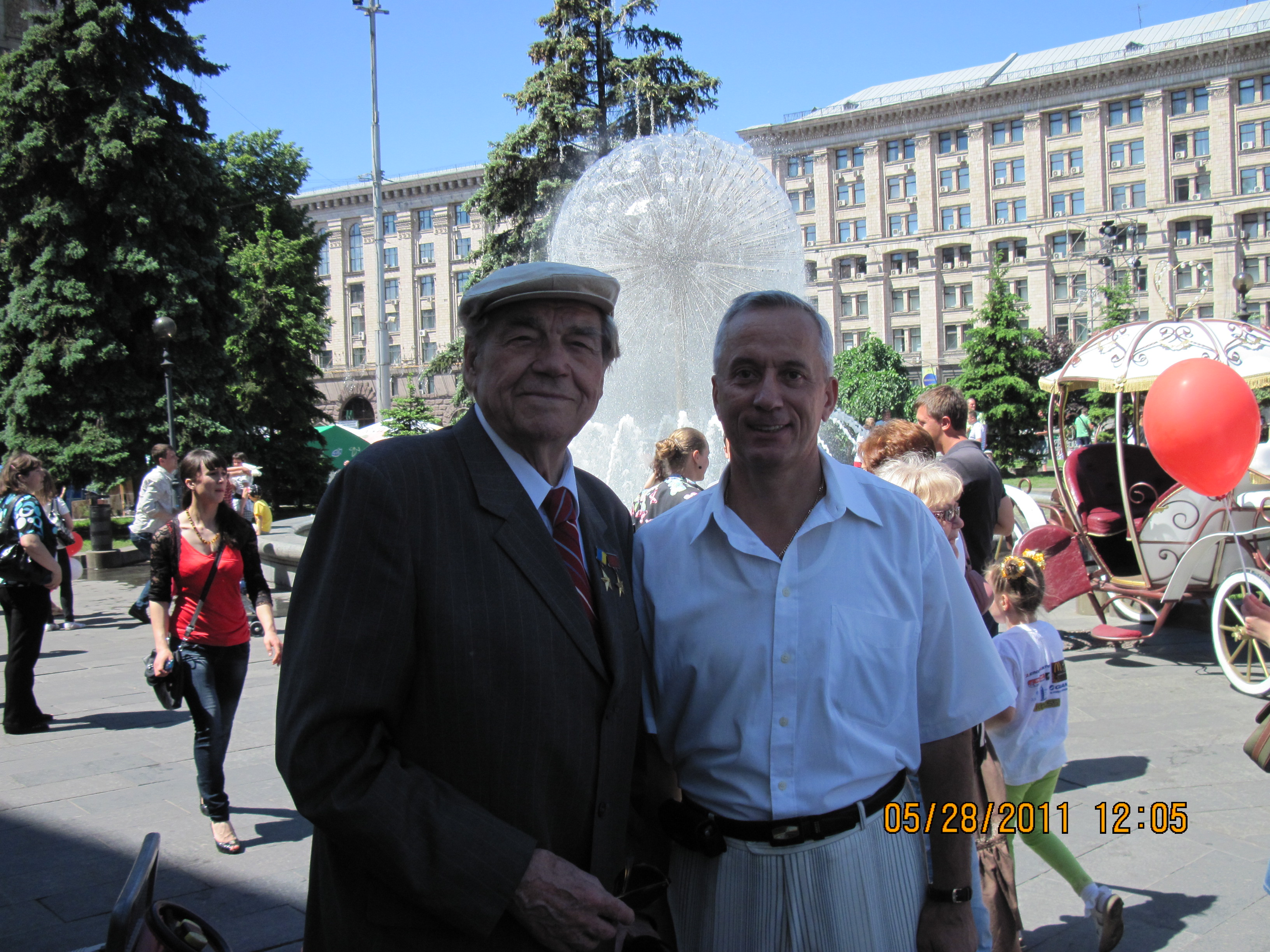
Гнатюк Д.М. та Мельников В. М. на Майдані Незалежності, м. Київ, 2011 р.
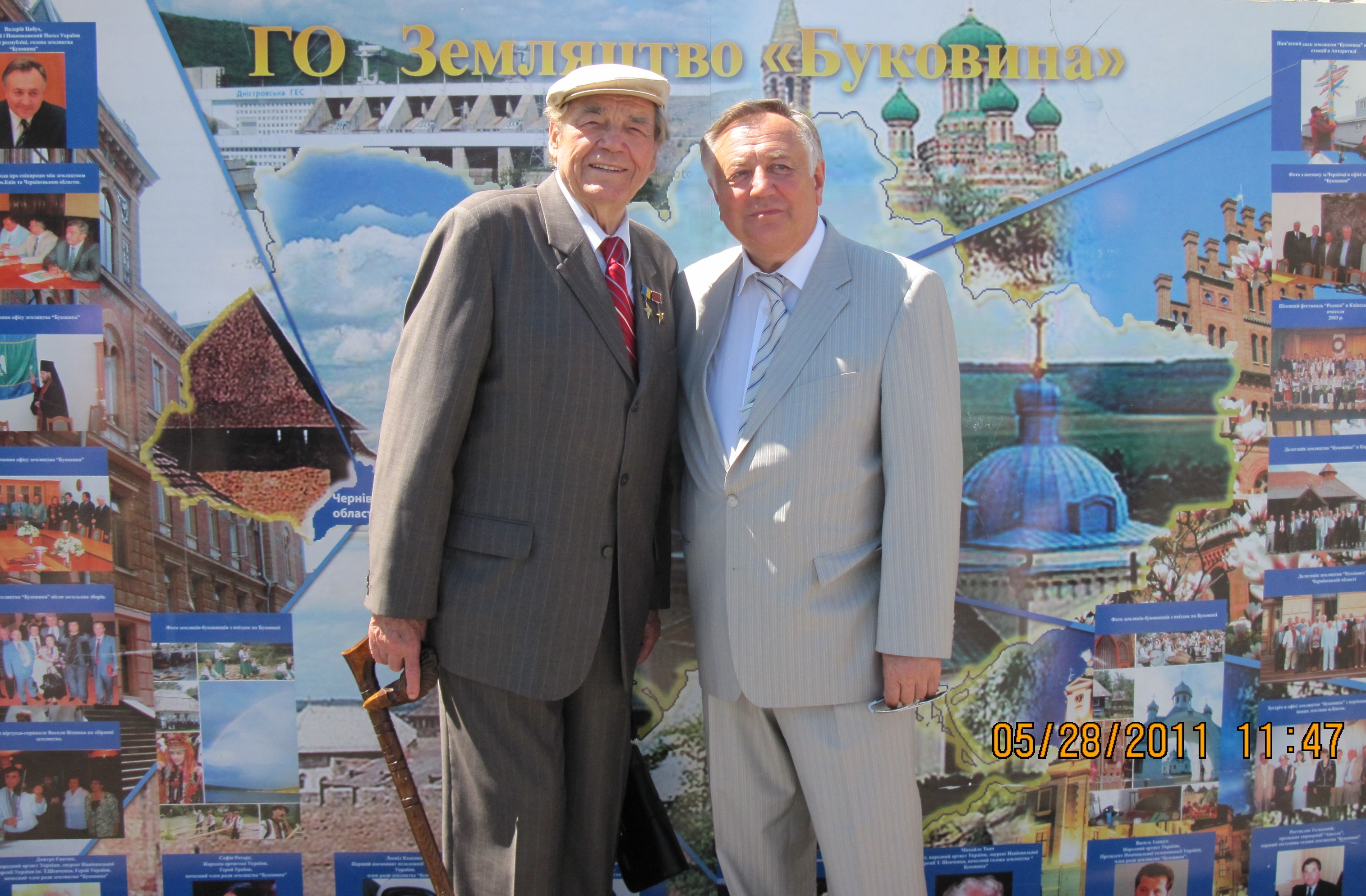
Гнатюк Д. М. і Цибух В. І. на Майдані Незалежності, м. Київ, 2011 р.
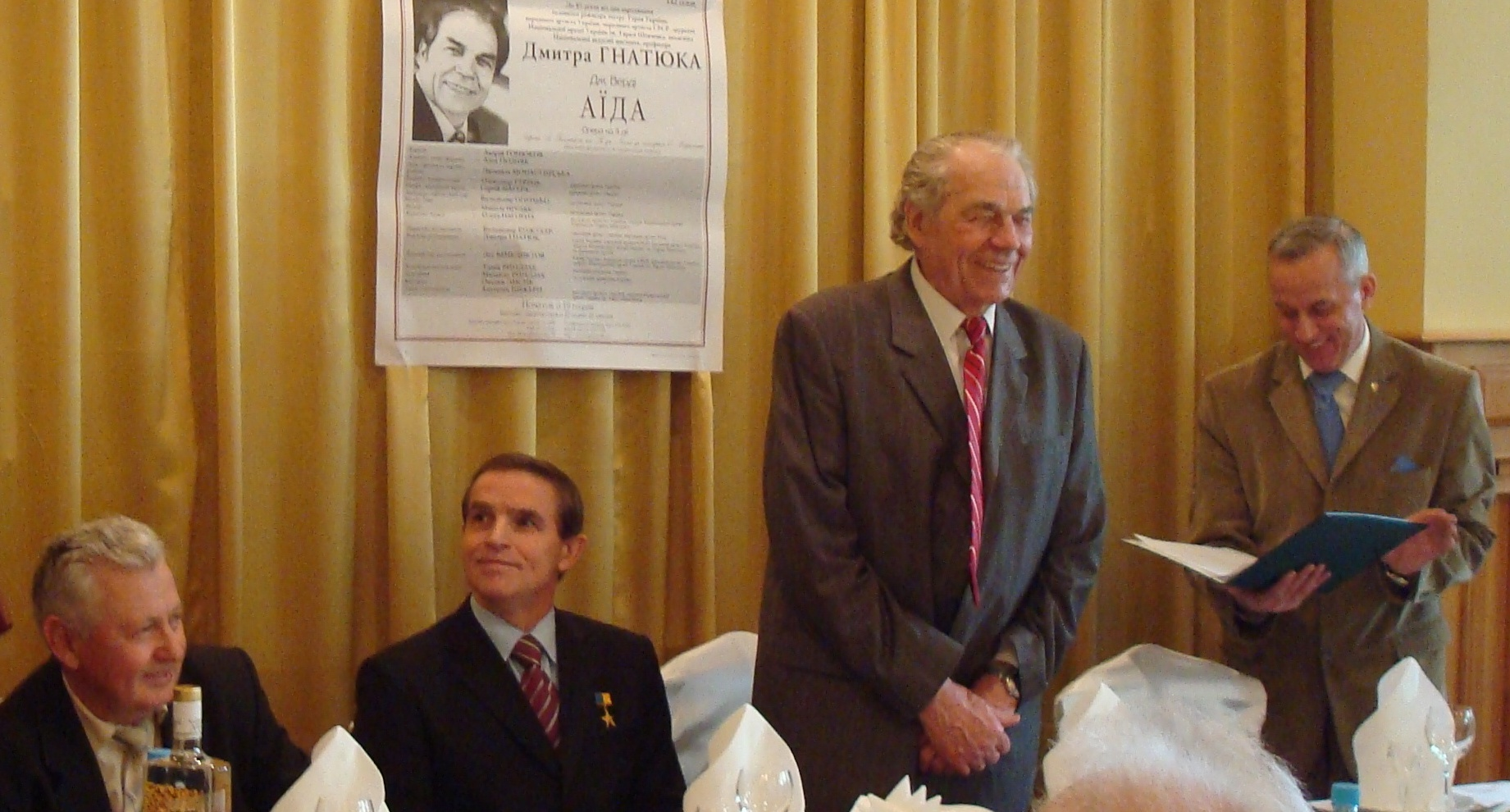
Гнатюк Д.М. та Каденюк Л. К., Гурбик Б. О., Мельников В. М., м. Київ, 2010 р.
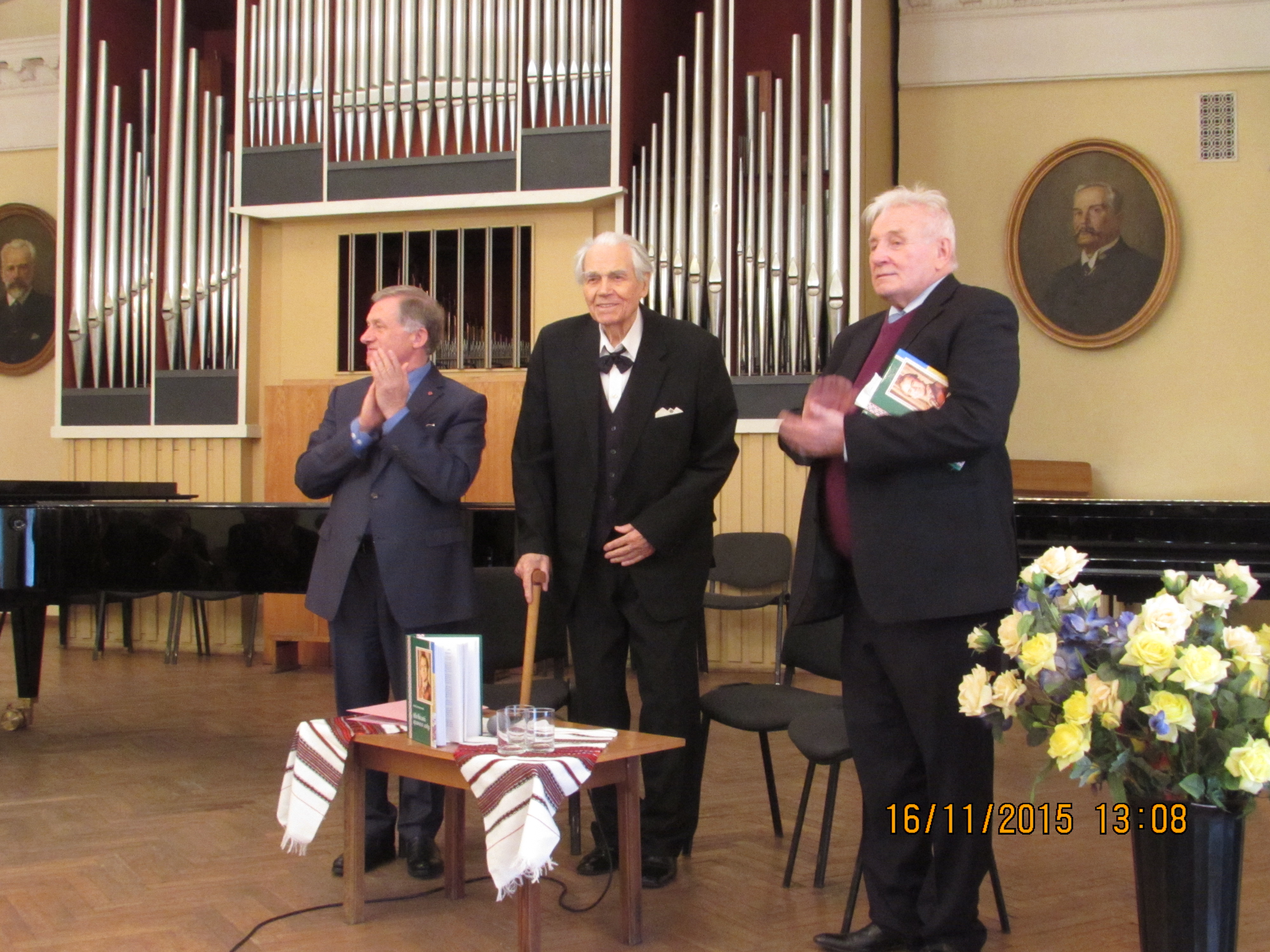
Рожок В.І., Д. Гнатюк та В. Фольварочний в Малому залі НМАУ